# ترجمات الكتاب المقدس إلى اللغة القبطية
هناك العديد من النسخ القبطية للكتاب المقدس، بما في ذلك بعض أقدم الترجمات إلى أي لغة. كُتبَت عدة إصدارات مختلفة في العالم القديم، مع إصدارات مختلفة من العهد القديم والعهد الجديد في خمس لهجات من اللغة القبطية: القبطية البحيرية (الشمالية)، الفيومية، الصعيدية (الجنوبية)، الأخميمية والميسوكيمية (الوسطى). تُرجمَت الكتب الكتابية من النسخة اليونانية الإسكندرانية.
كانت اللهجة الصعيدية هي اللهجة السائدة قبل الإسلام، وبعد القرن الحادي عشر أصبحت اللهجة البحيرية هي اللهجة المهيمنة واللهجة الوحيدة المستخدمة في اللغة القبطية.
لا تزال هناك نسخ جزئية لعدد من الكتاب المقدس القبطي. كما يوجد عدد كبير من النصوص غير القانونية التي بقيت في اللغة القبطية، وأبرزها مكتبة نجع حمادي الغنوصية. تظل اللغة القبطية هي اللغة الليتورجية للكنيسة القبطية، وتشكل الطبعات القبطية للكتاب المقدس عنصرًا أساسيًّا في هذا الإيمان.

## العهد القديم

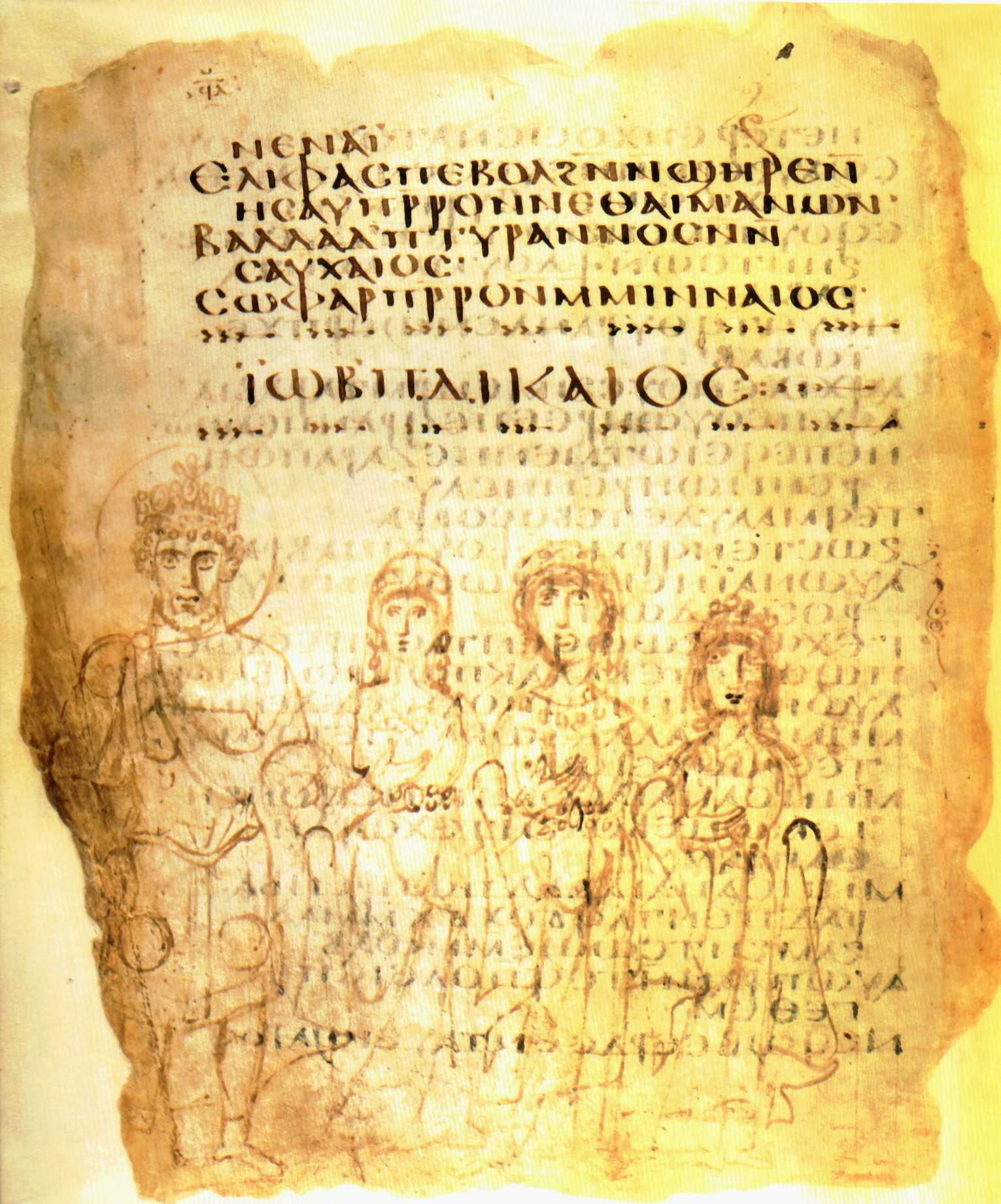
أيوب وابنته من الصفحة 4v من مكتبة فيتوريو إيمانويل الثالث، المخطوطة IB 18.

إن مترجمي كتب العهد القديم إلى اللهجات المصرية كانوا بطبيعة الحال يعتمدون على النسخة اليونانية الإسكندرانية (السبعينية)، وليس هناك ما يدعو إلى الشك في أنها تُرجمت في وقت مبكر مثل الأناجيل والرسائل، إن لم يكن قبلها بالفعل. توجد أجزاء من العهد القديم في كل لهجة مصرية.
في اللغة الصعيدية، نجت بعض الكتب التوراتية بنصها الكامل، فضلاً عن عدد كبير من المقتطفات الباقية التي تمثل معظم الكتب القانونية وبعض الكتب القانونية الثانية (سفر الحكمتين، ورسالة إرميا، والإضافات اليونانية إلى سفر دانيال).
بعض المخطوطات المبكرة:

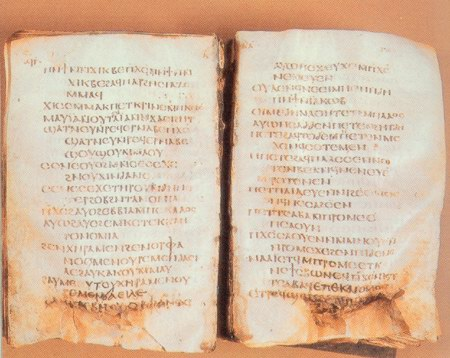
مزامير الموديل أقدم مزامير كاملة في اللغة القبطية (المتحف القبطي، مصر، القاهرة القبطية).

- بودمر الثالث – يوحنا 1: 1 – 21: 25، تكوين 1: 1 – 4: 2؛ القرن الرابع؛ البهائيري
- بودمر السادس – أمثال ١: ١–٢١: ٤؛ القرن الرابع/الخامس؛ باليو-ثيبان ("لهجة P")
- بودمر السادس عشر – خروج 1: 1-15: 21؛ القرن الرابع؛
- بودمر الثامن عشر – تثنية 1: 1-10: 7؛ القرن الرابع؛
- بودمر 21 – يشوع 6: 16-25؛ 7: 6-11: 23؛ 22: 1-2؛ 22: 19-23: 7؛ 23: 15-24: 2؛ القرن الرابع؛
- بودمر 22 – إرميا 40: 3-52: 34؛ مراثي إرميا؛ رسالة إرميا؛ سفر باروخ؛ القرن الرابع/الخامس؛
- بودمر الثالث والعشرون – إشعياء 47: 1–66: 24؛ القرن الرابع؛
- بودمر XL – أغنية الأغاني
- بودمر XLIV – كتاب دانيال؛ البوهيري.
- Schøyen Ms 114 – المزامير. الصعيدية؛ ج. 400.

## العهد الجديد

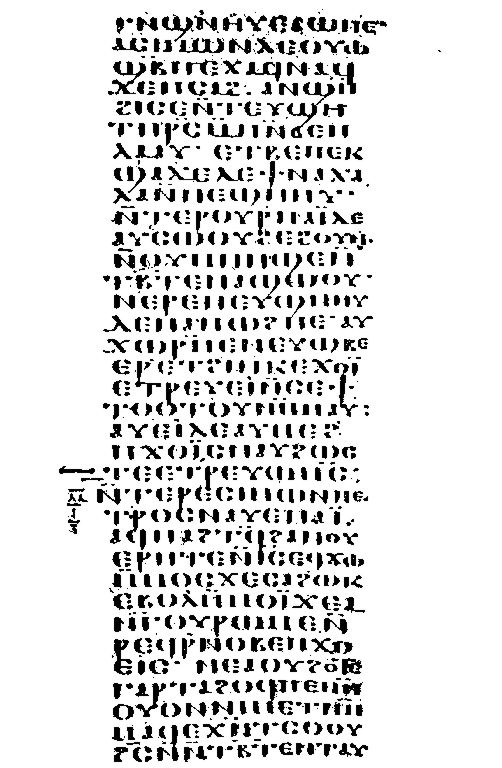
مخطوطة قبطية من القرن الثامن لإنجيل لوقا 5: 5-9

يوحنا 1: 1-4

تعتبر اللهجتان الرئيستان، الصعيدية والبحيرية، الأكثر أهمية لدراسة الإصدارات المبكرة من العهد الجديد. كانت اللهجة الصعيدية هي اللهجة السائدة في فترة ما قبل الإسلام. يرجع تاريخ أقدم المخطوطات البحيرية إلى القرن الرابع الميلادي، ولكن معظم النصوص تعود إلى القرن التاسع وما بعده.

### الصعيدية
غالبًا ما يتم الإشارة إلى مجموعة مخطوطات الترجمات السعدية بـ (cop sa) في الكتابة الأكاديمية والأدوات النقدية ("Sa" بدلاً من "versio Sahidica" في BHS، ومعناها نسخة ساهيديكا). تمت أول ترجمة إلى اللهجة الصعيدية في نهاية القرن الثاني في صعيد مصر، حيث كانت اللغة اليونانية أقل فهمًا. لذا فإن اللغة الصعيدية تشتهر بأنها أول تطور أدبي كبير للغة القبطية، على الرغم من أن العمل الأدبي في اللهجات الأخرى سرعان ما تبعه. بحلول القرن التاسع، تم استبدال اللغة الصعيدية تدريجيا باللغة البحيرية المجاورة، واختفت. لقد فقدت المعرفة بالمخطوطات السعيدية حتى أعيد اكتشافها في القرن الثامن عشر. في عام 1778، أصدر كارل غوتفرد ويد [الإنجليزية] نشرة إعلانية أعلن فيها عن نيته نشر أجزاء من العهد الجديد من مخطوطات أكسفورد "وفقًا لمترجم لهجات صعيد مصر، والتي تسمى طيبة أو الصعيدية". نشر إميل أميلينو أجزاء أخرى في عام 1884. قام أميلينو أيضًا بتحرير أجزاء أخرى في الفترة من 1886 إلى 1888.
وبعد عدة سنوات أنتج جورج هورنر [الإنجليزية] طبعة نقدية للعهد الجديد السعيدي خلال الفترة 1911-1924. طبعة هورنر تحتوي على كل آية تقريبًا من العهد الجديد بأكمله. الترجمة الصعيدية تمثل نموذجا للنص السكندري.
ترتيب الكتب: الأناجيل (يوحنا، متى، مرقس، لوقا)، رسائل بولس (العبرانيين بين 2 كورنثوس وغلاطية)، الرسائل الكاثوليكية، أعمال الرسل، سفر الرؤيا.
الآيات المحذوفة:
- متى 12 : 47
- متى ١٦: ٢ب-٣ [الإنجليزية]؛ ١٧: ٢١؛ ١٨: ١١؛ ٢٣: ١٤
- مرقس 9 [الإنجليزية]: 44.46؛ 11: 26؛ 15: 28
- لوقا 17 [الإنجليزية]: ٣٦؛ ٢٢: ٤٣-٤٤
- يوحنا 5 : 4؛ 7: 53–8: 11
- أعمال الرسل 8: 37 [الإنجليزية]؛ 15: 34؛ 24: 7؛ 28: 29
- رومية 16 : 24.

العبارات المحذوفة أو غير المضمنة:
- متى 15 [الإنجليزية]: 6 أو (أمه) غير مشمولة.[6]
- لوقا 11 [الإنجليزية]: 4 تم حذف عبارة "لكن نجنا من الشرير". هذا الإغفال مدعوم بالمخطوطات اليونانية: المخطوطة السينائية ، المخطوطة الفاتيكانية ، مخطوطة ريجيوس (العهد الجديد) [الإنجليزية]، ف 1، 700، وبعض الإصدارات المبكرة ورقمها (vg، syr s ، cop bo ، arm، geo).[7]

### مصر الوسطى

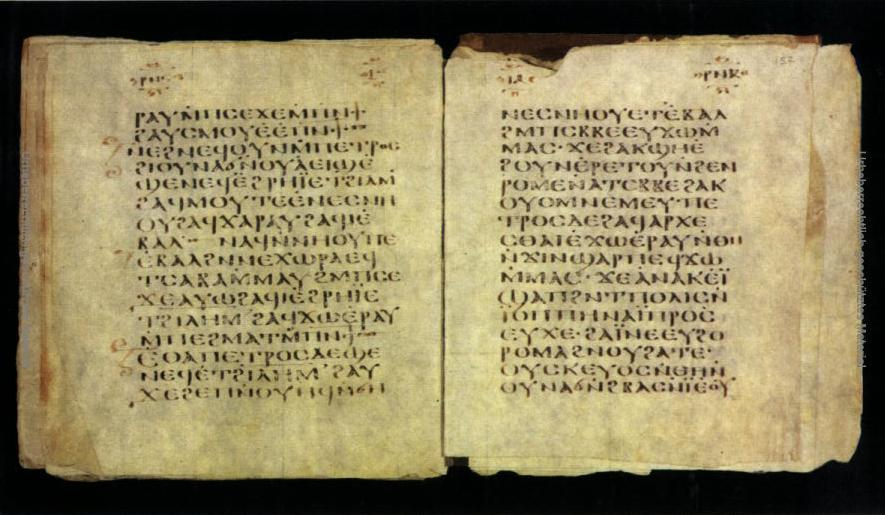
مخطوطة الزجاج، مخطوطة أعمال الرسل

الشهود الوحيدون الذين بقوا على قيد الحياة من النسخ الأخميمية والفيومية هم في قطع مجزأة (مشار إليها بـ cop akh و cop fay ).
- مخطوطة شوين، مخطوطة من ورق البردي. ويحتوي على إنجيل متى. يعود تاريخها إلى أوائل القرن الرابع. وهو أقدم إنجيل متى في أي لهجة قبطية.[8]
- مخطوط غلازير يحتوي على أعمال الرسل 1:1–15:3، وهو موجود في مكتبة بيربونت مورجان .
- ب. ميشيغان 3521، إنجيل يوحنا في الفيومية، ج. 325م.

## طالع أيضًا
- اللغة القبطية
- الأدب القبطي
- الكنيسة القبطية الأرثوذكسية
- مخطوطة كروسبي شوين رقم 193

## قراءة إضافية
- كورت آلاند ، وباربرا آلاند، نص العهد الجديد: مقدمة إلى الطبعات النقدية ونظرية وممارسة النقد النصي الحديث ، 1995، جراند رابيدز، ميشيغان.
- أوغسطيني تشاسكا، Sacrorum Bibliorum Fragmenta Copto-Sahidica Romae 1885.
- W. E. Crum (1905). Catalogue of the Coptic manuscripts in the British Museum. London: British Museum.
- آلا إيفانوفنا إيلانسكايا، المخطوطات القبطية الأدبية في متحف أ. س. بوشكين الحكومي للفنون الجميلة في موسكو ، بريل، 1994، ص. 397–472.
- بروس م. ميتزجر ، الإصدارات المبكرة للعهد الجديد ، دار كلارندون للنشر، أكسفورد 1977، ص 111. 99–152.
- بروس م. ميتزجر، بارت د. إيرمان ، نص العهد الجديد: انتقاله، وفساده، واستعادته ، مطبعة جامعة أكسفورد، 2005، ص 111. 110–115.
- "الترجمات" رفيق أكسفورد للكتاب المقدس .
- فرانز يورغن شميتز، جيرد مينك، قائمة الكتب اليدوية للوصايا الجديدة . أنا، Die sahidischen Handschriften der Evangelien (برلين ونيويورك: والتر دي جرويتر ، 1991)، المجلد. 1، الجزء 1.
- فرانز يورغن شميتز، جيرد مينك، قائمة الكتب المكتوبة اليدوية للوصايا الجديدة ، والتر دي جرويتر ، 1991، المجلد. 1، الجزء 2، (ص. 1279)(ردمك 978-3-11-013015-7)
- فريدريك ويس، النسخ القبطية للعهد الجديد ، في. نص العهد الجديد في البحث المعاصر ، تحرير بارت د. إيرمان ومايكل دبليو هولمز، شركة ويليام ب. إيردمان للنشر ، جراند رابيدز 1995، ص. 131–141.
- هنري منير ، المخطوطات القبطية 1916.
- Sir Herbert Thompson (1908). The Coptic (Sahidic) version of certain Books of the Old Testament: from a papyrus in the British Museum. Oxford University Press.
- Sir Herbert Thompson (1913). The new biblical papyrus, a Sahidic version of Deuteronomy, Jonah, and Acts of the Apostles from MS.Or. 7594 of the British Museum: notes and a collation.
- فولفغانغ كوساك، نوفوم العهد القبطي. العهد الجديد، بوهايريش ، تحرير فون فولفغانغ كوساك. Novum Covenantum، Bohairice ، curavit Wolfgang Kosack. / فولفغانغ كوساك. نيو أوسجابي، كريستوف برونر، بازل 2014.(ردمك 978-3-906206-04-2)رقم ISBN 978-3-906206-04-2 .

## روابط خارجية
النسخة القبطية للعهد الجديد على الإنترنت
- هورنر : النسخة القبطية من العهد الجديد باللهجة الشمالية، والمعروفة أيضًا باسم المنفيّة والبوهيرية.
- المجلد 1 Ⲙⲁⲧⲑⲉⲟⲥ، Ⲙⲁⲣⲕⲟⲥ/ المجلد. 2 Ⲗⲟⲩⲕⲁⲥ, Ⲓⲱⲁⲛⲛⲏⲥ (1898)، المجلد. 3 Ⲡⲁⲩⲗⲟⲥ/ المجلد. 4 Ⲕⲁⲑⲟⲗⲓⲕⲟⲛ ⲉⲡⲓⲥⲧⲟⲗⲏ, Ⲡⲣⲁⳉⲓⲥ ⲧⲟⲛ ⲁⲅⲓⲟⲛ ⲁⲡⲟⲥⲧⲟⲗⲟⲛ، Ⲁⲡⲟⲅⲁⲗⲩⲙⲯⲓⲥ (1905)
- هورنر : النسخة القبطية من العهد الجديد باللهجة الجنوبية، والمعروفة أيضًا باسم الصعيدية والطيبية.
- المجلد 1 Ⲙⲁⲑⲑⲁⲓⲟⲥ، Ⲙⲁⲣⲕⲟⲥ/ المجلد. 2 Ⲗⲟⲩⲕⲁ/ المجلد. 3 Ⲓⲱϩⲁⲛⲛⲏⲥ (1911)، المجلد. 4 / المجلد 5 Ⲡⲁⲩⲗⲟⲥ (1920)، المجلد. 6 Ⲛⲉⲡⲣⲁⳉⲓⲥ ⲛⲛⲁⲡⲟⲥⲧⲟⲗⲟⲥ (1922)، المجلد. 7 شاملة Ⲁⲡⲟⲕⲁⲗⲩⲯⲓⲥ (1924)

المقالات القابلة للفرز
- "The Coptic Bible: (ⲁ̅) Pentateuch". مؤرشف من الأصل في 2025-05-04. On the published editions of the Bohairic Bible, manuscript sources, and the titles of the Books of the Pentateuch
- "Coptic Papyri at the Heidelberger". مؤرشف من الأصل في 2022-12-22.
- "At the Encyclopedia of Textual Criticism". مؤرشف من الأصل في 2025-01-21.
- "Coptic Bible Resources". 21 أكتوبر 2011. مؤرشف من الأصل في 2025-01-24.
- Coptic Wikisource (̀ⲪⲂⲓⲕⲓⲡⲏ̇ⲅⲏ) Proposal
- ̀ⲪⲂⲓⲕⲓⲡⲏ̇ⲅⲏ (Coptic Wikisource) Development Project, currently in the Multilingual Wikisource.
- "Assorted Images of Coptic Manuscripts". مؤرشف من الأصل في 2024-05-24.
- A Few Notes Concerning Mr. Joseph Warren Wells' Edition of the Sahidic and Bohairic Texts of the New Testament